# Salsana
Salsana (arab. ثلثانة) – miejscowość w Syrii, w muhafazie Aleppo. W 2004 roku liczyła 1148 mieszkańców.